# بيل بريتن
بيل بريتن (بالإنجليزية: Bill Brittain)‏ (16 ديسمبر 1930، روتشستر في الولايات المتحدة - 16 ديسمبر 2011، آشفيل في الولايات المتحدة)؛ كاتب للأطفال، كاتب وروائي أمريكي.